# Damiano Marzotto Caotorta
Damiano Marzotto Caotorta (ur. 7 stycznia 1944 w Fiesole) – włoski duchowny katolicki, podsekretarz Kongregacji Nauki Wiary.

## Życiorys
28 czerwca 1967 otrzymał święcenia kapłańskie i został inkardynowany do archidiecezji mediolańskiej. 
20 czerwca 2009 został mianowany przez Benedykta XVI podsekretarzem Kongregacji Nauki Wiary, zastępując na tym stanowisku ks. Josepha Augustine Di Noia.